# 赖纳尔陨石坑
赖纳尔陨石坑（Reiner）是位于月球正面风暴洋中部的一座年轻大撞击坑，形成于爱拉托逊纪，以意大利天文学家及数学家温琴蒂奥·雷涅里（Vincentio Reinieri）之名命名，1935年被国际天文学联合会批准接受。

## 描述

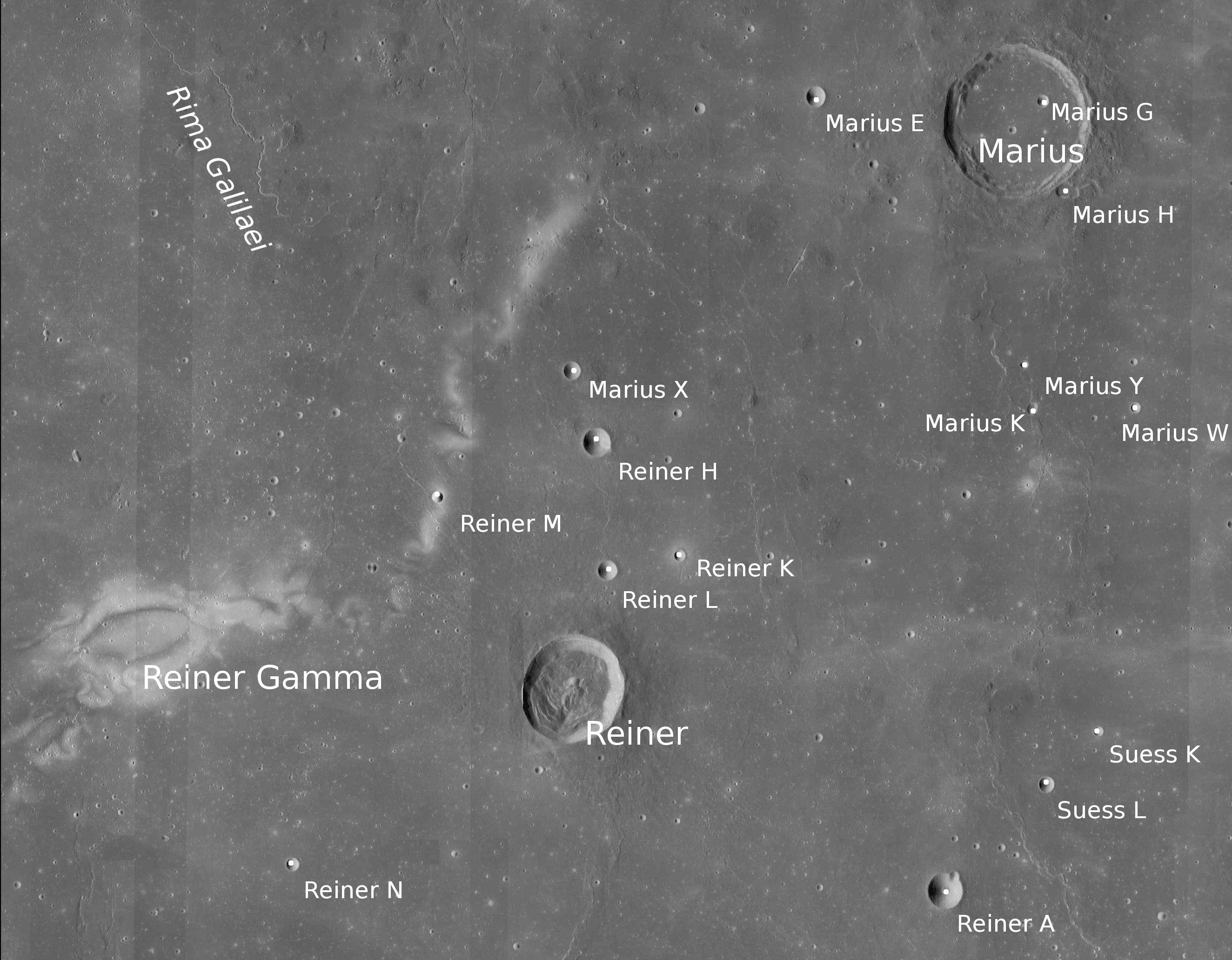
赖纳尔陨石坑周边图，月球勘测轨道飞行器拍摄。

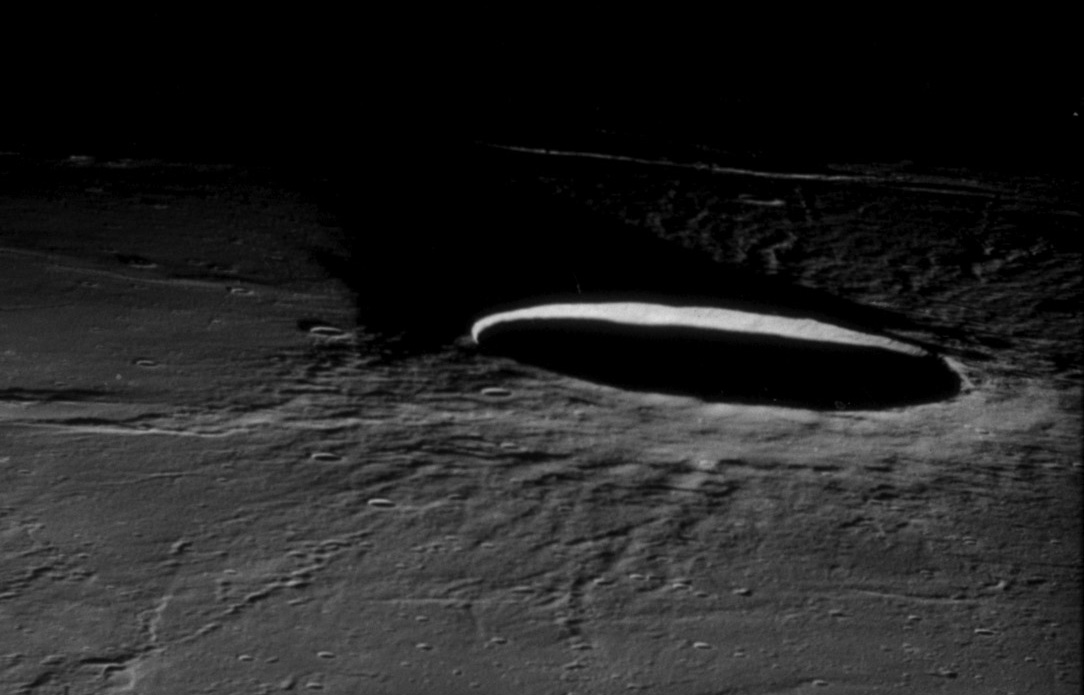
位于高地上的赖纳尔陨石坑斜视图，阿波罗12号拍摄。

该陨石坑西北偏西是伽利略陨石坑、东北坐落着马利厄斯陨石坑、东南偏东是修斯陨石坑、西南偏南则为赫尔曼陨坑。要它的西侧有一处高反照率的地貌结构-赖纳尔伽玛。赖纳尔陨石坑中心月面坐标为6°55′N 54°59′W / 6.92°N 54.98°W，直径29.9公里，深度2960米。
从地球上看，赖纳尔陨石坑因透视效应呈现为椭圆状，但实际外观更接近圆形。它的坑口边缘清晰完好，尚未受到撞击侵蚀，外侧环绕着一圈宽达15公里以上的壁坡，南壁坡外延伸出一道长长的山脊；在南壁坡顶部有一道豁口；陨坑内侧壁平直光滑，坡底有崩塌的迹象；坑壁较四周地形高出900米，内部容积为570公里³。在坑底南部分布与侧壁平行的同心褶皱地形，中部是一座巨大的双峰山丘，带有一道向南延伸的狭长山脊。
该陨石坑的形态特征属于TRI类型（拥有中央峰，尺寸一般大于26公里，内侧壁崎岖，有坍塌痕迹。该类陨石坑的典型代表是特里斯纳凯尔陨石坑）。

## 陨坑截面图
该图显示了陨石坑不同方向上的截面，纵向坐标轴(Y轴)单位为英尺，右上方图显示的比例尺为米。

## 卫星陨石坑
按照惯例，最靠近赖纳尔陨石坑的卫星坑在月图上以字母标注在该坑中心点的旁边。
| 赖纳尔 | 纬度   | 经度    | 直径    |
| ------ | ------ | ------- | ------- |
| A      | 5.2° N | 51.4° W | 10 公里 |
| C      | 3.5° N | 51.5° W | 7 公里  |
| E      | 1.9° N | 49.6° W | 4 公里  |
| G      | 3.3° N | 54.3° W | 3 公里  |
| H      | 9.1° N | 54.7° W | 8 公里  |
| K      | 8.1° N | 53.9° W | 3 公里  |
| L      | 8.0° N | 54.6° W | 6 公里  |
| M      | 8.6° N | 56.1° W | 3 公里  |
| N      | 5.4° N | 57.5° W | 4 公里  |
| Q      | 1.4° N | 50.9° W | 3 公里  |
| R      | 3.7° N | 55.5° W | 45 公里 |
| S      | 2.2° N | 50.7° W | 4 公里  |
| T      | 3.7° N | 52.2° W | 2 km    |
| U      | 4.1° N | 52.5° W | 3 公里  |

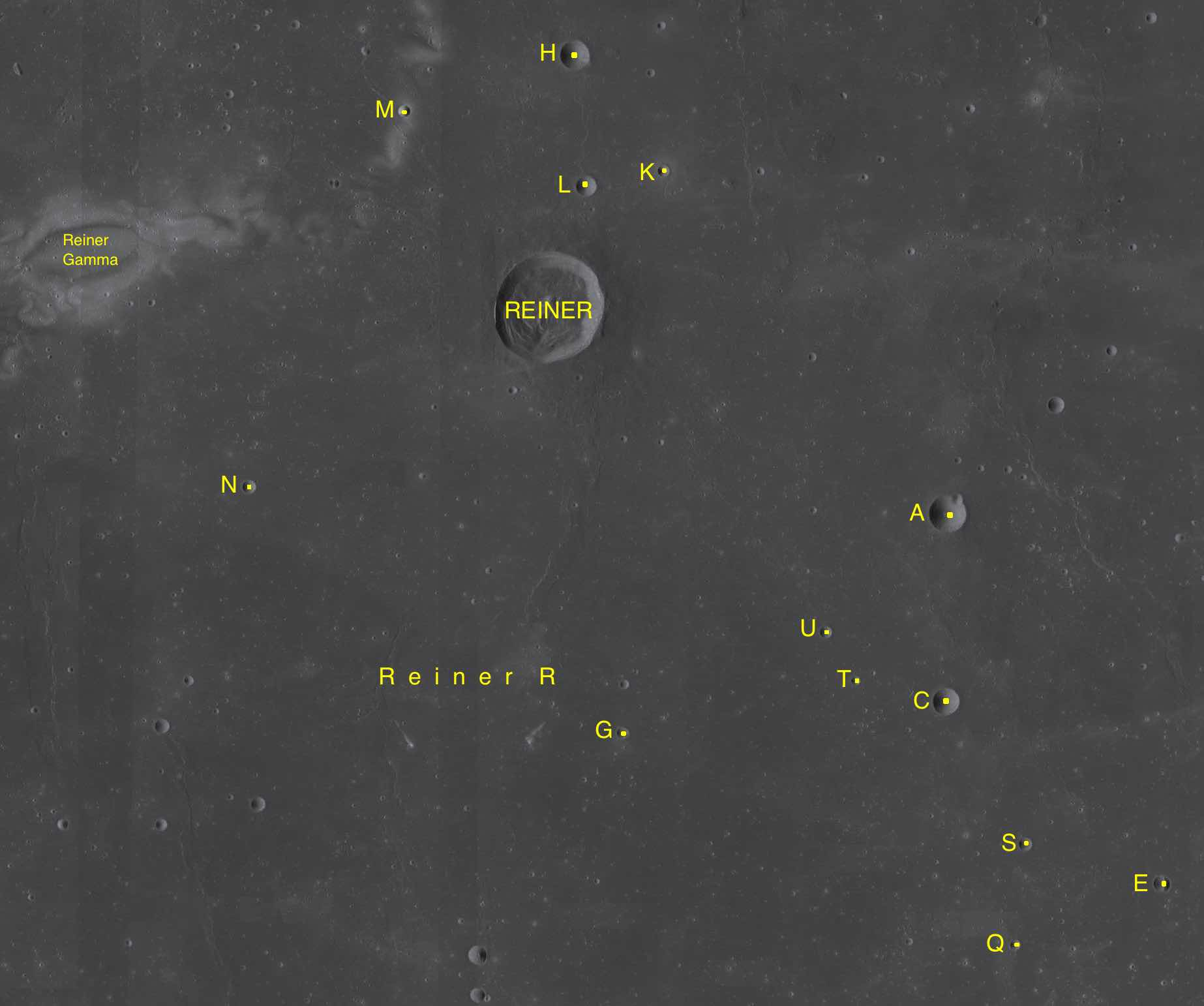
LAC-56, LAC-57 拼接图.

- 卫星坑“赖纳尔 K”和“赖纳尔 L”已被月球和行星观测协会(ALPO)列入《带有明亮射纹系统的撞击坑列表》[5].
- 卫星坑“赖纳尔 A”和“赖纳尔 C”是曾被记录到在月食期间发生温度异常的陨坑之一，其原因为这些陨坑的地质年龄不长，表面尚未形成能产生隔热作用的表岩屑覆盖层；
- 卫星坑“赖纳尔 E” 可能形成于爱拉托逊纪[6]。

## 图集

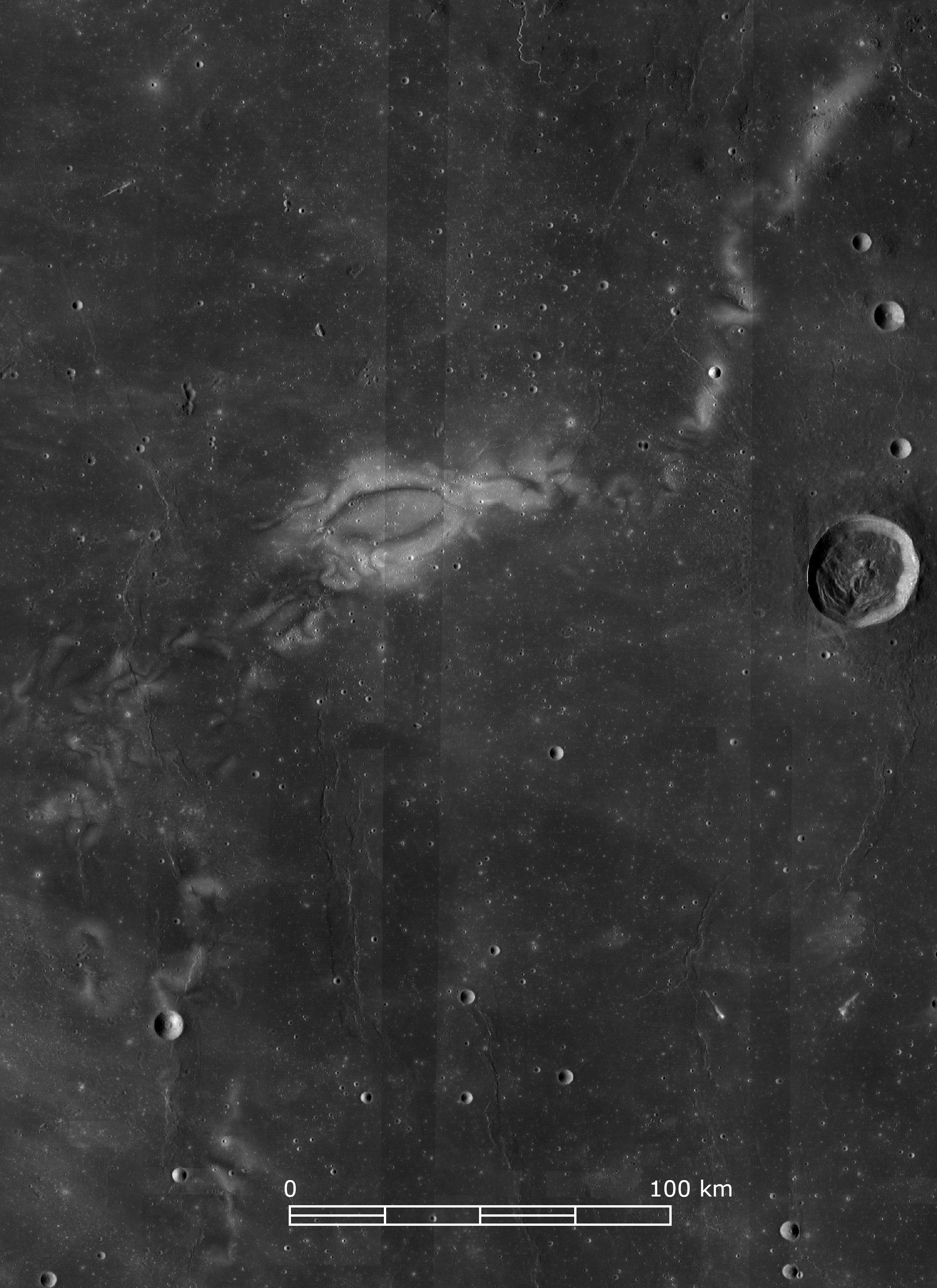
赖纳尔伽玛结构，月球勘测轨道飞行器广角相机拍摄。

## 链接
- 月球数码摄影图集. （页面存档备份，存于）
- 阿波罗12号，阿波罗17号飞船拍摄的赖纳尔陨石坑照片. （页面存档备份，存于）
- LAC-56 地图中的赖纳尔陨石坑. （页面存档备份，存于）
- 陨石坑周边月面图. （页面存档备份，存于）
- 证据不足 . （页面存档备份，存于）
- 维基月球在线解说-赖纳尔陨石坑. （页面存档备份，存于）
- Andersson, L.E., and E.A. Whitaker, 美国宇航局月球地名目录, 美国宇航局参考出版物1097, 1982年10月.（页面存档备份，存于）